# 祁庆富
祁庆富（1945年2月—2018年7月6日），男，汉族，吉林汪清人，中国民族学家，曾任中央民族大学教授、博士生导师，中国民族学学会副会长，国家非物质文化遗产保护工作专家委员会委员。